# Dombeya longipes
Dombeya longipes är en malvaväxtart som beskrevs av Henri Ernest Baillon. Dombeya longipes ingår i släktet Dombeya och familjen malvaväxter. Inga underarter finns listade i Catalogue of Life.